# Municipio de Apodaca
El municipio de Apodaca es uno de los 51 municipios en que se divide para su régimen interior el estado mexicano de Nuevo León. Forma parte de la Zona metropolitana de Monterrey y su cabecera es Ciudad Apodaca.
A nivel nacional, es el noveno municipio con más PIB, con una aportación de 565,171 millones de pesos, por delante de municipios como Zapopan, Hermosillo o Querétaro. 

## Geografía
El municipio de Apodaca se encuentra localizado en el centro del estado de Nuevo León y en el norte de la zona metropolitana de Monterrey. Tiene una extensión territorial de 239.036 kilómetros cuadrados que equivalen al 0.4% del territorio del estado. Sus coordenadas geográficas extremas son 25° 42' - 25° 53' de latitud norte y 100° 05' - 100° 17' de longitud oeste y la altitud fluctúa entre un máximo de 400 metros sobre el nivel del mar,
El territorio del municipio limita al noroeste con el municipio de Salinas Victoria, al norte con el municipio de General Zuazua y al este con el municipio de Pesquería; al sureste con el municipio de Juárez, al sur con el municipio de Guadalupe, a suroeste con el municipio de San Nicolás de los Garza y al oeste con el municipio de General Escobedo.

### Flora y fauna
La flora que predomina en el municipio es el huizache y también el mezquite.También florece la uña de gato, cenizo, anacua, anacahuita, granjeno, chaparrito prieto, nopales, entre otros.
Entre los animales que más se destacan en Apodaca están los reptiles, roedores y aves. Otros como el tlacuache, coyote, liebre y tuzas. En el Ojo de Agua, hay un pez cuya especie es única en el mundo llamado "Platy Apodaca".

## Demografía
De acuerdo a los resultados del Censo de Población y Vivienda realizado en 2020 por el Instituto Nacional de Estadística y Geografía, la población total del municipio de Apodaca asciende a 656,464 personas.

### Localidades
En el municipio se encuentran un total de 63 localidades, las principales y su población en 2010 son las siguientes:
| Localidad                | Población |
| Total Municipio          | 656 464   |
| Ciudad Apodaca           | 536 436   |
| Ex-Hacienda Santa Rosa   | 22 464    |
| Santa Rosa               | 21 180    |
| Prados de Santa Rosa     | 11 303    |
| Misión San Pablo         | 10 113    |
| Loma la Paz Pueblo nuevo | 8 287     |

## Política
El gobierno del municipio de Apodaca se encuentra a cargo de su ayuntamiento. Este se encuentra integrado por el presidente Municipal, dos síndicos y el cabildo conformado por un total de once regidores, siendo electos ocho por el principio de mayoría relativa y tres por el principio de representación proporcional. Todos los integrantes del ayuntamiento son electos mediante voto universal, directo y secreto por un periodo de tres años renovable para otro término inmediato. Entran a ejercer su cargo el día 31 de octubre del año de su elección.

### Representación legislativa
Para la elección de diputados locales al Congreso de Nuevo León y de diputados federales a la Cámara de Diputados federal, el municipio de Apodaca se encuentra integrado en los siguientes distritos electorales:
Local:
- Distrito electoral local de 5 de Nuevo León con cabecera en Ciudad Apodaca.
- Distrito electoral local de 7 de Nuevo León con cabecera en Ciudad Apodaca.
- Distrito electoral local de 16 de Nuevo León con cabecera en Ciudad Apodaca.

Federal:
- Distrito electoral federal 2 de Nuevo León con cabecera en Ciudad Apodaca.
- Distrito electoral federal 8 de Nuevo León con cabecera en Guadalupe.

### Presidentes municipales
En Apodaca, antes de 1958, la palabra alcalde fue la más utilizada para denominar el cargo público que se encontraba al frente de la administración. La palabra tiene un origen árabe [alqāḍī] cuyo significado en español es “el juez”. Aún bajo la jurisdicción de Monterrey, en donde desde sus primeros intentos de asentamiento hubo un alcalde mayor, se nombraban cargos como Justicia a Prevención, Juez a Prevención, Juez de Paz (este de 1837 a 1845). Ya como Municipio de Apodaca, desde 1851, coexistían palabras como alcalde primero, comisario primero (1853 a 1855), primera autoridad política (1855 a 1857) y presidente municipal (sólo en 1865 y de 1958 a la fecha).
Cronología de los presidentes municipales, desde las antiguas haciendas unificadas en Apodaca a partir de 1834:
| Año         | Nombre                              |
| ----------- | ----------------------------------- |
| 2024-2027   | Cesar Garza Arredondo               |
| 2021-2024   | Lic. César Garza Villareal          |
| 2018-2021   | Lic. César Garza Villareal          |
| 2015-2018   | Lic. Óscar Cantu García             |
| 2012-2015   | Raymundo Flores Elizondo            |
| 2013        | Oscar Mauricio Jiménez              |
| 2012        | Eliud Edilberto Elizondo Treviño    |
| 2009-2012   | Benito Caballero Garza              |
| 2006-2009   | Raymundo Flores Elizondo            |
| 2003-2006   | José Antonio Elizondo Garza         |
| 2000-2003   | César Garza Villarreal              |
|             |                                     |
| 1997-2000   | Jesús Rafael García Garza           |
| 1997        | Ana Rosa Hernández Cantú            |
| 1994-1997   | Lombardo V. Guajardo Guajardo       |
| 1991-1994   | Raymundo Flores Elizondo            |
| 1988-1991   | Francisco Javier Elizondo Sepúlveda |
| 1985-1988   | Lombardo V. Guajardo Guajardo       |
| 1982-1985   | José René Guajardo Guajardo         |
| 1979-1982   | Claro Francisco Escamilla Martínez  |
| 1976-1979   | Ricardo Elizondo Treviño            |
| 1973-1976   | Luis Garza Garza                    |
| 1971-1973   | Francisco Elizondo González         |
| 1969-1971   | Edmundo Guajardo Lozano             |
| 1966-1969   | Aarón Lozano Guajardo               |
| 1963-1966   | Gildardo Guajardo Guajardo          |
| 1960-1963   | Lombardo Guajardo Zambrano          |
| 1957-1960   | Juan Lozano Lozano                  |
| 1954-1957   | Rubén García Garza                  |
| 1951-1954   | Luis Garza Elizondo                 |
| 1948-1951   | Armando Elizondo Zambrano           |
| 1945-1948   | Elías Flores Treviño                |
| 1942-1945   | Manuel Garza Zambrano               |
| 1942        | Ismael Garza Cárdenas               |
| 1940-1941   | Benito G. García                    |
| 1938-1940   | Adolfo Garza y Garza                |
| 1936-1938   | Luis Garza Elizondo                 |
| 1934-1936   | Adolfo Garza y Garza                |
| 1932-1934   | Alejandro Elizondo Garza            |
| 1930-1932   | Elías Flores Treviño                |
| 1928-1930   | Ismael Garza Guajardo               |
| 1926-1928   | Timote Guajardo García              |
| 1926        | Plácido García                      |
| 1924-1926   | Rafael Pérez Martínez               |
| 1922-1924   | Ismael Garza Guajardo               |
| 1920-1922   | Adrián García                       |
| 1918-1920   | Rosalío Martínez                    |
| 1918        | Vicente García Zambrano,            |
| 1916-1917   | Manuel Garza y Garza                |
| 1915-1916   | Martiniano Garza                    |
| 1912-1914   | Timoteo Guajardo Zambrano           |
| 1910-1911   | Simón Garza                         |
| 1897-1909   | Donaciano Zambrano                  |
| 1896        | Lázaro Guajardo                     |
| 1895-1896   | Donaciano Zambrano                  |
| 1894        | Juan Villarreal                     |
| 1893        | Apolonio de la Garza                |
| 1890-1893   | Donaciano Zambrano                  |
| 1888-1889   | Ysidoro Elizondo                    |
| 1887        | Martín Elizondo                     |
| 1886-1887   | Apolinar de la Garza                |
| 1885        | Marcos Flores                       |
| 1884        | Lázaro Guajardo                     |
| 1883        | Jesús Villarreal                    |
| 1882        | Toribio Lozano                      |
| 1880-1881   | Donaciano Zambrano                  |
| 1879        | Apolonio de la Garza                |
| 1878        | Hexiquio Garza Treviño              |
| 1877 -1 878 | Toribio Lozano                      |
| 1876        | José María Garza Elizondo           |
| 1875        | Rafael Pérez Buentello              |
| 1874        | Lázaro Guajardo                     |
| 1874        | Julián Elizondo Garza               |
| 1873        | José María Elizondo                 |
| 1871-1872   | Antonio de la Garza y Garza         |
| 1868-1870   | Rafael Pérez Buentello              |
| 1865-1867   | Ramón Elizondo                      |
| 1863-1864   | Antonio de la Garza y Garza         |
| 1861-1862   | José María Villarreal               |
| 1860        | Eligio Lozano                       |
| 1858-1859   | Ramón Elizondo                      |
| 1856-1857   | Julián de la Garza Cavazos          |
| 1856        | Penesaurio Rogue Jiménez            |
| 1854-1855   | Marcelino Guajardo                  |
| 1853        | José María Flores                   |
| 1852        | José María Martínez                 |
| 1851        | Jorge Lozano                        |
| 1849-1850   | José María Flores                   |
| 1847-1848   | Vicente Treviño                     |
| 1845-1846   | José María Flores                   |
| 1844        | Jorge Lozano                        |
| 1840-1843   | José Andrés Montemayor              |
| 1843        | Benito Yglesia                      |
| 1842        | Francisco Treviño                   |
| 1841        | José María de la Garza Martínez     |
| 1839        | José Estevan Treviño                |
| 1834        | Guillermo Martínez                  |